# Edson Pereira Lisboa
Edson Pereira Lisboa (Unaí, 24 de setembro de 1985), mais conhecido como Edson, é um futebolista brasileiro que atua como goleiro. Ficou conhecido pela sua boa passagem pelo Clube Atlético Mineiro, onde foi muito criticado por torcedores. Atualmente, joga pelo Decisão

## Carreira
Édson foi revelado pelo Atlético-MG em 2002, conquistando então o Campeonato Brasileiro Série B de 2006 e o Campeonato Mineiro de Futebol de 2007.
Na equipe principal, Édson teve poucas chances como titular sendo até mesmo vaiado pela torcida nas suas más atuações em 2007. No começo de 2008 com a contusão do titular Juninho, Édson teve algumas chances, mas não conseguiu aproveitá-las.
Com as consecutivas falhas no Campeonato Mineiro e Campeonato Brasileiro do até então titular Juninho, Édson ganhou nova oportunidade no time titular do Atlético em Julho de 2008, tendo uma boa seqüência de jogos. Com pouquíssimas chances na equipe em 2009, Édson obteve uma única chance como titular no Brasileirão 2009, no jogo entre Atlético e Avaí, no estádio Mineirão, em 20 de agosto de 2009, válido pela 20a. rodada do campeonato. O time da casa vencia o o jogo por 2 x 0 até meados do segundo tempo; porém Édson, que executara algumas boas defesas durante o restante do jogo, terminou por tomar dois gois: o primeiro, num belíssimo chute no ângulo de Eltinho, indefensável; o segundo, numa saída atrasada e desastrosa aos 46min do segundo tempo, que terminaria por tirar do Atlético os três pontos já praticamente garantidos em casa e o retorno ao G4 -- a zona de classificação para a Libertadores 2010. Com a pressão da torcida após o empate e diversos insultos em coro ao goleiro, o clima insustentável foi um dos motivos que fizeram com que o futebolista e o Atlético optassem por rescindir amigavelmente o contrato em 1 de setembro de 2009.
No dia 2 de setembro de 2009 foi apresentado como novo reforço do Atlético-GO., onde foi o reserva imediato de Márcio.
No dia 15 de março de 2011 foi emprestado ao Atlético-PR e em troca o Atlético-GO também por empréstimo acertou com o goleiro João Carlos do Furacão.
Sem espaço no Atlético-PR, em setembro de 2011, acertou com o Itumbiara.
No dia 07 de dezembro de 2011 foi para o Goiás onde é goleiro reserva de Harlei e de Renan.
No dia 02 de Janeiro de 2015 foi confirmada a contratação pelo Vila Nova para a disputa da Segunda Divisão do Campeonato Goiano de Futebol de 2015 e a Série C do Campeonato Brasileiro de Futebol de 2015.
No segundo semestre de 2016 foi anunciado pelo ABC como reforço para o restante da temporada após a saída de Vaná para o futebol português. Sendo um dos destaques do Mais Querido no acesso para a Série B de 2017, Edson teve seu vínculo com o ABC renovado até o fim de 2017. No primeiro clássico regional de 2017 contra o América de Natal, Edson foi um dos destaques do Mais Querido no jogo realizando defesas importantes e por principalmente defender o pênalti cobrado por Jussimar aos 50 minutos do segundo tempo, e assim garantindo a vitória do ABC por 1 a 0.
Diante do Internacional pela Série B, Edson fez uma das suas melhores partidas com a camisa do ABC em que realizou cinco defesas difíceis que garantiram o empate em 1 a 1 no Estádio Beira-Rio. Apesar da má campanha que resultou no rebaixamento do ABC para a Série C de 2018, Edson foi um dos destaques do time durante a Série B, a diretoria do Mais Querido atendeu aos pedidos da torcida e renovou com o goleiro até o fim de 2018.

## Títulos
Atlético Mineiro
- Campeonato Brasileiro - Série B: 2006
- Campeonato Mineiro: 2007

Atlético Goianiense
- Campeonato Goiano: 2010

Goiás
- Campeonato Goiano: 2012 e 2013
- Campeonato Brasileiro - Série B: 2012

Vila Nova
- Campeonato Goiano - Segunda Divisão: 2015
- Campeonato Brasileiro - Série C: 2015

ABC
- Copa RN: 2017, 2018
- Copa Cidade de Natal: 2018
- Campeonato Potiguar: 2017, 2018

### Prêmios Individuais
- Seleção do Campeonato Potiguar: 2017, 2018

## Outras Conquistas
Atlético Mineiro
- Taça Clássico dos 200 anos: 2008